# Universitätsgeschichte
Die Universitätsgeschichte (auch Hochschulgeschichte) ist ein Forschungsgebiet innerhalb der Geschichtswissenschaft, das sich mit der historischen Entwicklung der Universitäten in Europa und der Welt befasst. 

## Gegenstand
Im Mittelpunkt der Betrachtung steht die Universität als Institution sowie deren innere und äußere Organisation (rechtliche Verfassung, Finanzierung, Verwaltung, Lehrkörper, Studium und Studenten). Auch 
die Rolle von Universitäten, Professoren und Studenten in bestimmten politischen und gesellschaftlichen Kontexten (z. B. Vormärz, Revolution von 1848/49, Zeit des Nationalsozialismus) ist häufig Gegenstand historischer Forschung.  
Inhaltlich und methodisch bestehen besonders enge Bezüge zur Wissenschaftsgeschichte, aber auch zur allgemeinen Bildungs-, Kultur- und Sozialgeschichte.

## Entwicklung
Seit dem frühen 19. Jahrhundert gaben vor allem Universitätsjubiläen Anlass zu einschlägigen Forschungen (z. B. Johann Gottfried Ludwig Kosegartens zweibändige Geschichte der Universität Greifswald, die 1856/57 zum 400-jährigen Bestehen dieser Hochschule erschien). Erste übergreifende Darstellungen erfolgten um die Wende vom 19. zum 20. Jahrhundert (z. B. Friedrich Paulsen, Geschichte des gelehrten Unterrichts, 1885; Die deutschen Universitäten und das Universitätsstudium, 1902). Bemühungen (u. a. von Paul Ssymank), die neue Disziplin als „Hochschulkunde“ unter Einbeziehung der Studentengeschichte zu etablieren, scheiterten jedoch nach dem Ersten Weltkrieg.  
In der Folge dominierten lange Zeit soziologisch oder ideengeschichtlich inspirierte Gelegenheitsschriften, die nicht selten auf zeitgenössische Herausforderungen und Reformen reagierten (z. B. René König, Vom Wesen der deutschen Universität, 1935, oder Helmut Schelsky, Einsamkeit und Freiheit, 1963). 
Erst seit den 1990er Jahren sind verstärkte Anstrengungen zur Institutionalisierung und Professionalisierung zu beobachten, etwa durch Gründung der „Gesellschaft für Universitäts- und Wissenschaftsgeschichte“ (GUW) 1995 und die Herausgabe des „Jahrbuchs für Universitätsgeschichte“ seit 1998. Schon seit 1981 erscheint die Zeitschrift „History of universities“ (Oxford University Press). Ebenfalls seit den 1980er Jahren arbeitete auf Initiative der Europäischen Rektorenkonferenz ein internationales Autorenkollegium unter Leitung von Walter Rüegg an einer vierbändigen Geschichte der Universität in Europa, die 2010 abgeschlossen wurde.

## Derzeitige Situation
Anders als Wissenschaftsgeschichte oder Wirtschafts- und Sozialgeschichte kann man Universitätsgeschichte in Deutschland bislang nicht als Studienfach studieren; auch bestehen nur vereinzelt eigens ausgewiesene Lehrstühle (meist in Verbindung mit Wissenschafts-, Disziplin- oder Technikgeschichte), so z. B. in München, Berlin oder Chemnitz.